# Чёрный, Горимир Горимирович
Горими́р Горими́рович Чёрный (фамилия при рождении — Каминский; 22 января 1923, Каменец-Подольский, Хмельницкая область — 6 ноября 2012, Москва) — советский и российский учёный-механик, специалист в области газовой динамики и аэродинамики больших скоростей. Академик АН СССР (1981) и РАН, педагог высшей школы, заведующий кафедрой аэромеханики и газовой динамики механико-математического факультета МГУ (1988—2012), заслуженный профессор Московского университета (1994). Лауреат трёх Государственных премий СССР.

## Биография
Родился 22 января 1923 года в Каменец-Подольском (Украинская ССР). В 1940 году поступил на механико-математический факультет Московского государственного университета имени М. В. Ломоносова. В 1941—1945 гг. имел перерыв в учёбе, так как был участником Великой Отечественной войны: в начале июля 1941 года добровольцем вступил в ряды Московского народного ополчения. Прошёл всю войну (служил в артиллерийских частях, был командиром орудия), пережил ранение, плен и возвращение в строй; на заключительном этапе войны участвовал в штурме Берлина и освобождении Праги. Вернувшись на мехмат, закончил его с отличием в 1949 году по специальности «механика». Ученик Л. И. Седова.
По окончании МГУ работал в научных институтах авиационной промышленности: в 1949—1952 гг. — в НИИ-1 (ныне — Исследовательский центр им. М. В. Келдыша), затем — в Центральном институте авиационного моторостроения имени П. И. Баранова (ЦИАМ), где Г. Г. Чёрный с 1952 по 1970 годы руководил созданной им газодинамической лабораторией.
С 1953 года — кандидат технических наук (тема диссертации: «Некоторые вопросы теории воздушно-реактивных двигателей»). С 1957 года — доктор физико-математических наук (тема диссертации: «Ламинарные движения жидкости и газа в пограничном слое с поверхностью разрыва»). С 1960 года — член Учёного совета МГУ
Свою педагогическую деятельность Г. Г. Чёрный начал в 1951 году в Московском физико-техническом институте (МФТИ), где он по просьбе М. В. Келдыша сначала заменил его на первых лекциях по газовой динамике, а затем и прочитал этот курс до конца. В 1957—1963 гг. Г. Г. Чёрный заведовал кафедрой газовой динамики и горения МФТИ. С 1954 года он преподаёт в МГУ, где работает на кафедре гидромеханики мехмата МГУ (1954—1992): сначала в должности ассистента, затем — доцента, а с 1958 года — профессора этой кафедры. В 1954—1955 гг. он читал студентам кафедры курс «Движение с большими сверхзвуковыми скоростями», а затем в разные годы — основной курс лекций по гидромеханике, специальный курс гидродинамики, курс газовой динамики для студентов 4-го курса.
В 1960 году Г. Г. Чёрный стал директором годом ранее созданного Института механики МГУ и руководил им вплоть до 1992 года; за это время институт превратился в один из крупнейших российских научно-исследовательских центров. С 1992 года был советником дирекции данного института, затем — главным научным сотрудником.
После кончины в 1987 году академика Г. И. Петрова, с весны 1988 года Г. Г. Чёрный стал заведующим кафедрой аэромеханики и газовой динамики мехмата МГУ и руководил ею вплоть до своей смерти. Заслуженный профессор МГУ.
Член-корреспондент Академии наук СССР по Отделению технических наук (механика) с 29 июня 1962 года. Академик по Отделению энергетики, машиностроения, механики и процессов управления (теоретическая и прикладная механика, машиностроение и машиноведение) с 29 декабря 1981 года. В 1992—1997 гг. — академик-секретарь Отделения машиностроения, механики и процессов управления РАН. Почётный член Российской академии естественных наук, Российской академии космонавтики, Международной академии наук высшей школы. Академик (с 1968 года) Международной академии астронавтики. Иностранный член Национальной академии инженерных наук США (с 1997 года), член Европейской академии (с 2002 года).
Председатель (в 1991—2011 гг.) Российского национального комитета по теоретической и прикладной механике, председатель Объединённого научного совета РАН по механике (в 1992—1997 гг.), председатель Научного совета РАН по механике жидкости и газа (1997—2012 гг.), член Научного совета РАН по горению. Был главным редактором журнала «Известия РАН. Механика жидкости и газа» (с 1988 года), членом редколлегий журналов «Доклады Академии наук» и «Прикладная математика и механика», РЖ «Механика», главным редактором журнала «Аэромеханика и газовая динамика» (с 2001 года), соредактор журнала «Acta Astronautica» (с 1972 года).
Создал научную школу в области гидроаэромеханики и газовой динамики. Подготовил свыше 30 кандидатов и 15 докторов наук. Опубликовал около 200 научных работ, в том числе 4 монографии.

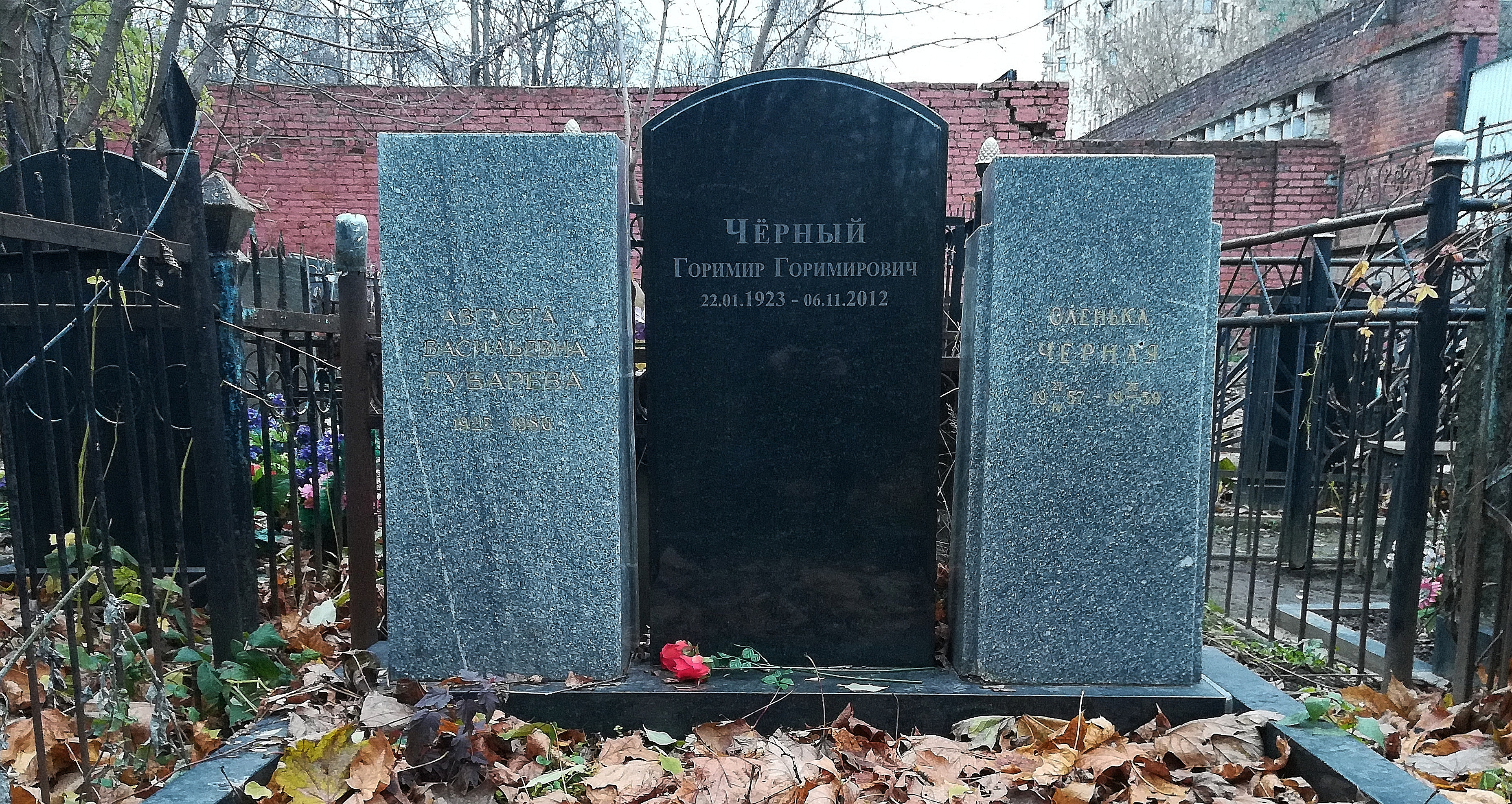
Могила на Введенском кладбище

Г. Г. Чёрный скончался 6 ноября 2012 года. Похоронен 12 ноября 2012 г. на Введенском кладбище в Москве (17 уч.).

## Научная деятельность
К областям научных интересов Г. Г. Чёрного относились гидромеханика, теоретическая и прикладная аэродинамика и газодинамика, теория горения и взрыва. Им внесён значительный вклад в разработку теоретических основ расчёта газодинамических течений в двигателях летательных аппаратов, включая нестационарные процессы, в исследование устойчивости течений газа со скачками уплотнения, взаимодействия ударных волн с пограничным слоем, разработан эффективный метод исследования течений газа с большими сверхзвуковыми и гиперзвуковыми скоростями. Фундаментальные результаты получены Г. Г. Чёрным в теории ламинарного пограничного слоя с поверхностью разрыва. Широкое признание получили его работы по теории оптимальных аэродинамических форм, течений газа с экзотермическими реакциями, кумулятивных явлений, явлений сверхглубокого проникания в плотные среды.
Среди основных научных достижений Г. Г. Чёрного:
- полное решение задачи о сверхзвуковом течении газа с переменными энтропией и энтальпией, близком к поступательному потоку (1950 г.);
- развитие теории закрученных течений сжимаемого газа в осесимметричных каналах и её применение для определения наиболее выгодных режимов работы ступеней компрессоров и турбин (1950 г.);
- создание теоретической модели взаимодействия скачка уплотнения с пограничным слоем (1952 г.);
- создание теории сверхзвуковых неустановившихся течений газа со скачками уплотнения в каналах с проницаемыми стенками (1953 г.);
- построение теории пограничного слоя при наличии поверхности раздела сред с различными физическими свойствами и/или при наличии всасывания или поддува газа или жидкости (1954 г.);
- создание и использование при решении задач о течении за интенсивной ударной волной метода разложения решения в ряды по степеням отношения плотности газа перед фронтом волны к характерному значению плотности за ним (1956 г.);
- создание теории и решение задач обтекания слабозатупленных тел потоком газа с большими сверхзвуковыми скоростями (1957—1958 гг.);
- исследование стационарных обтеканий тел с образованием детонационных волн (1963 г.);
- качественное исследование и расчёт сверхзвуковых и гиперзвуковых обтеканий крыльев при больших углах атаки (1969 г.);
- исследование задачи о пограничном слое на движущейся поверхности (1974 г.).

В 1955 году Г. Г. Чёрный применил развитую Л. И. Седовым теорию сильного взрыва для решения задач о гиперзвуковом обтекании затупленных впереди тел (что приобретало особую актуальность в связи с изучением вхождения в атмосферу тел с космическими скоростями).
В 1968 году, исследуя движение газов с образованием детонационных волн и фронтов горения, Г. Г. Чёрный изучил поведение пересжатой детонационной волны при удалении от источника её возникновения, дал решение ряда задач обтекания затупленных тел с образованием детонационной волны, проанализировал основные свойства плоских и осесимметричных течений.

## Семья
Первая супруга — Галина Гординчук, брак распался в 1949 году. Вторая супруга — Губарева Августа Васильевна (1925—1986), выпускница механико-математического факультета МГУ (1949). Третья супруга — Чёрная Алла Семёновна (род. 1941). Две дочери.

## Труды

### Учебники и монографии
- Чёрный Г. Г. Течения газа с большой сверхзвуковой скоростью. — М.: Физматгиз, 1959. — 220 с.
- Chernyi G. G. Introduction to Hypersonic Flow (англ.) / Transl. and ed. by R.F.Probstein. — Academic Press, 1961. — 262 p.
- Cherny G. G. Lectures on the Theory of Exothermic Flows behind Shock Waves. — Wien: Springer-Verlag, 1973. — 132 p. — (International Centre for Mechanical Sciences. Courses and Lectures, vol. 36). — ISBN 978-3-211-81168-9.
- Чёрный Г. Г. Газовая динамика. Часть I. Основные понятия газовой динамики и элементы прикладной газовой динамики. — М.: Изд-во Моск. ун-та, 1984. — 112 с.
- Чёрный Г. Г. Газовая динамика. Часть II. Одномерные неустановившиеся движения. — М.: Изд-во Моск. ун-та, 1983. — 80 с.
- Чёрный Г. Г. Газовая динамика. Часть III. Установившиеся движения. — М.: Изд-во Моск. ун-та, 1984. — 160 с.
- Чёрный Г. Г. Газовая динамика. — М.: Наука, 1988. — 424 с. — ISBN 5-02-013814-2.
- Чёрный Г. Г. Избранные труды. — М.: Наука, 2009. — 759 с. — (Памятники отечественной науки. XX век). — ISBN 978-5-02-036636-7.

### Некоторые статьи
- Чёрный Г. Г. Исследование наивыгоднейших режимов работы решётки профилей // Сборник работ по аэродинамике / Под ред. М. В. Келдыша. — М.—Л.: Изд-во АН СССР, 1950. — 68 с. — (Труды МИАН СССР, дополнительный том). — С. 20—52.
- Чёрный Г. Г. Возникновение и форма поверхностей разрыва в потоках газа // Теоретическая гидромеханика. Вып. 2 / Под ред. Л. И. Седова. — М.: Оборонгиз, 1952. — С. 42—62.
- Чёрный Г. Г. Влияние дозвуковой части пограничного слоя на положение скачка уплотнения // Теоретическая гидромеханика. Вып. 2 / Под ред. Л. И. Седова. — М.: Оборонгиз, 1952. — С. 63—96.
- Чёрный Г. Г. Ламинарные движения газа и жидкости в пограничном слое с поверхностью разрыва // Изв. АН СССР. Отделение технич. наук. — 1954. — № 12. — С. 38—67.
- Чёрный Г. Г. Одномерные неустановившиеся движения совершенного газа с сильными ударными волнами // Доклады АН СССР. — 1956. — Т. 107, № 5. — С. 657—660.
- Чёрный Г. Г. Обтекание тел идеальным газом при большой сверхзвуковой скорости // Изв. АН СССР. Отделение технич. наук. — 1957. — № 6. — С. 77—85.
- Квашнина С. С., Чёрный Г. Г. Установившееся обтекание конуса потоком детонирующего газа // Прикл. математика и механика. — 1959. — Т. 23, вып. 1. — С. 182—186.
- Чёрный Г. Г., Баренблатт Г. И.  О моментных соотношениях на поверхностях разрыва в диссипативных средах // Прикл. математика и механика. — 1963. — Т. 27, вып. 5. — С. 784—793.
- Чёрный Г. Г.  Крылья в гиперзвуковом потоке // Прикл. математика и механика. — 1965. — Т. 29, вып. 4. — С. 617—634.
- Гилинский С. М., Запрянов З. Д., Чёрный Г. Г. Сверхзвуковое обтекание сферы горючей смесью газов // Изв. АН СССР. Механика жидкости и газа. — 1966. — № 5. — С. 8—13.
- Чёрный Г. Г.  Автомодельные задачи обтекания тел горючей смесью газов // Изв. АН СССР. Механика жидкости и газа. — 1966. — № 6. — С. 10—24.
- Левин В. А., Чёрный Г. Г. Асимптотические законы поведения детонационных волн // Прикл. математика и механика. — 1967. — Т. 31, вып. 3. — С. 393—405.
- Чёрный Г. Г. Пограничный слой на движущейся поверхности // Избранные проблемы прикладной механики. — М.: ВИНИТИ АН СССР, 1974. — 764 с. — С. 709—719.
- Чёрный Г. Г. Экзотермические волны в сплошных средах // Избранные вопросы современной механики. Ч. 2. — М.: Изд-во Моск. ун-та, 1982. — 142 с. — С. 3—56.
- Чёрный Г. Г. The Mechanism of Anomalously Low Resistance to the Motion of Bodies in Solid Media // Труды Матем. ин-та им. В. А. Стеклова. — 1989. — Т. 189. — С. 45—52.
- Окунев Ю. М., Садовничий В. А., Самсонов В. А., Чёрный Г. Г. Комплекс моделирования задач динамики полёта // Вестник Моск. ун-та. Сер. 1. Математика, механика. — 1996. — № 6. — С. 66—75.
- Чёрный Г. Г. Плоские установившиеся автомодельные вихревые течения идеальной жидкости // Изв. РАН. Механика жидкости и газа. — 1997. — № 4. — С. 39—53.
- Голубятников А. Н., Зоненко С. И., Чёрный Г. Г. Новые модели и задачи теории кумуляции // Успехи механики. — 2005. — Т. 3, № 1. — С. 31—93.
- Голубятников А. Н., Зоненко С. И., Чёрный Г. Г. Новые модели оболочек, метаемых взрывом // Прикл. математика и механика. — 2007. — Т. 71, вып. 5. — С. 727—743.

### Научно-просветительские выступления
- Чёрный Г. Г. Слово о вечно новой механике. — М.: МГОФ «Знание», 2011. — 52 с. (Научно-просветительская серия «Трибуна Академии наук»)

### Воспоминания
- Чёрный Г. Г. Дни на войне // Вестник Российской академии наук. 2005. Т. 75. № 5. С. 393—398.
- Чёрный Г. Г. Военные годы. Ч. 1: Год перед победой. — М.: Изд-во МГУ, 2007.
- Чёрный Г. Г. Военные годы. Ч. 2: Среди чужих. — СПб.: Изд-во Политехнического ун-та, 2009. — ISBN 978-5-7422-2229-3.
- Чёрный Г. Г. Военные годы. — СПб.: Любавич, 2010. — 570 с. — ISBN 5-86983-129-3.

## Награды
За участие в Великой Отечественной войне удостоен следующих государственных наград:
- орден Славы III степени (1944)[27]
- орден Красной Звезды (1945)
- орден Отечественной войны I степени
- орден Отечественной войны II степени
- медаль «За отвагу» (1944)
- медаль «За оборону Москвы» (?)
- медаль «За взятие Кёнигсберга» (1945)
- медаль «За взятие Берлина» (1945)
- медаль «За победу над Германией»
- юбилейные и памятные медали

За достижения в научной, технической и преподавательской деятельности удостоен следующих государственных наград СССР и России:
- орден «Знак Почёта» (1957)
- орден Трудового Красного Знамени (1975)
- орден Дружбы народов (1980)
- орден Почёта (1999)[28]
- орден «За заслуги перед Отечеством» IV степени (2003)[29]
- несколько медалей

Является лауреатом государственных и ведомственных премий:
- Государственная премия СССР (1972) — за работы по теории движения тел в газах с большими скоростями, теории детонации и горения[31]
- Государственная премия СССР (1978) — за работы по теории движения тел в газах с большими скоростями, теории детонации и горения[31]
- Государственная премия СССР (1991) — за экспериментальные исследования прикладного характера по улучшению аэродинамических характеристик тел, летящих со сверхзвуковой скоростью, с использованием эффекта горения с массоподводом.
- Государственная премия Российской Федерации (2002) — за цикл работ «Инициирование и распространение волн детонации в открытом пространстве» (в составе коллектива авторов)[32]
- Премия Совета Министров СССР (1985)
- Премия имени Н. Е. Жуковского I степени (1959) — за работы по аэродинамике течений с сильными ударными волнами[31]
- Премия имени М. В. Ломоносова I степени (1965) — этой премии удостоена работа Г. Г. Чёрного «Крылья в гиперзвуковом потоке»[33], посвящённая сверх- и гиперзвуковой аэродинамике несущих форм[34]
- Премия имени С. А. Чаплыгина (1976) — за работы по асимптотическим методам в теории детонации[31]
- Премии имени Л. И. Седова (2003) — по совокупности научных работ[35]
- Премия имени Н. Е. Жуковского I степени (2006) и золотая медаль имени Н. Е. Жуковского — за работу «Аэродинамика и баллистика оптимальных пространственных тел при сверх- и гиперзвуковых скоростях полёта»[36][37]

## Память

### Премия им. Г. Г. Чёрного в области механики и аэродинамики
Российским национальным комитетом по теоретической и прикладной механике учреждены, совместно со спонсорами, ряд премий, в том числе
- в 2013 году были учреждены[38]
  - Премия и медаль имени академика Г. Г. Чёрного. Присуждаются ежегодно на основании открытого конкурса гражданам Российской Федерации за выдающиеся научные достижения в области аэромеханики и газовой динамики.
  - премия имени академика Г. Г. Чёрного для молодых учёных, возраст лауреата не должен превышать 35 лет на момент присуждения премии.

- Памятная доска в ЦИАМ (открыта в 2014 г.)[39], памятная доска в НИИ механики МГУ (открыта 23 января 2023 года)[40]